# Galerie Moderne
Galerie Moderne Silkeborg er et kunstgalleri i Silkeborg midtby, grundlagt i 1962 af Willy Omme, og drives fortsat af hans søn Henrik Omme.
Galleriet udstiller moderne kunst og er et af Danmarks ældste og største af sin art. Galleriet har siden sin grundlæggelse udstillet kunstnere tilknyttet COBRA.
Galerie Moderne har mellem seks og otte årlige udstillinger og har en række vandreudstillinger på andre gallerier og museer i Danmark og i udlandet.